# Ватикиоти, Дмитрий Павлович
Дмитрий Павлович Ватикиоти (в греческой историографии Димитрис Ватикиотис, греч. Δημήτρης Βατικιώτης; 1786 — 1819) — российский офицер (командир добровольческого Болгарского земского войска, 1811 — 1812) и греческий революционер (член греческой революционной организации «Филики Этерия», один из её 12 «апостолов», 1814 — 1819).

## Происхождение
Дмитрий Ватикиоти происходил из большого рода Ватикиотисов, ведущего своё начало из Ватика в Лаконии:A-268. После неудачного Пелопоннеского восстания 1770 года Ватикиотисы, как и многие другие его участники, нашли убежище на близлежащих островах Порос, Идра и Спеце.
Многие члены клана Ватикиотисов прославились на суше и на море в годы греческой Освободительной войны (1821—1829):Γ-22:Г-49. Другая ветвь Ватикиотисов, как и тысячи других греков участников восстания и русско-турецкой войны (1768—1774), нашла убежище в России, где образовывались греческие общины на новых территориях юга Российской империи.
Нет достоверных данных, где и когда родился Дмитрий Ватикиоти. Неофициальные русскоязычные источники утверждают, что он родился в 1786 году в болгарском-гагаузском селе Табаки Буджака (Южная Бессарабия), нынешнего Болградского района Одесской области. Болгарский историк проф. К. Манчев пишет о нём: «Димитр Ватикиоти, грек, офицер русской службы, командир болгарских добровольцев в российской армии во время войны 1806—1812 г.»

## Деятельность

### В войнах России 1811 — 1812 гг.
М. М. Фролова упоминает, что во время Русско-турецкой войны (1806—1812) Дмитрий Ватикиоти предложил генералу Кутузову сформировать Болгарское земское войско, и прослеживает действия болгарского добровольческого формирования, позже возглавляемого Дмитрием Ватикиоти. Кутузов высоко оценил боевые качества Болгарского земского войска. Его командир поручик Димитр Ватикиоти отличился в бое за крепость Силистрию в 1811 году и был награждён Кутузовым за храбрость памятным оружием — золотой саблей.
В Отечественную войну 1812 года Дмитрий Ватикиоти действовал в тылах войск Наполеона, после чего принял участие в операциях в Германии и Франции, в составе Литовского полка.

### Общественный деятель в Буджаке
Согласно греческим источникам, Дмитрий Ватикиоти возглавил «болгарскую колонию» в Рени в 1815 году.
В 1818 году Дмитрий Ватикиоти упоминается как капитан российской армии, командир Болгарского земского войска и попечитель задунайских переселенцев, член Комиссии по сбору сведений о задунайских переселенцах Бессарабии. Его брат Ватикиоти Иван Павлович (в греческой историографии Ιωάννης Βατικιώτης), упоминается сотником Болгарского земского войска и старшиной над задунайскими переселенцами Гречанского цинута.

### В руководстве «Филики Этерия»

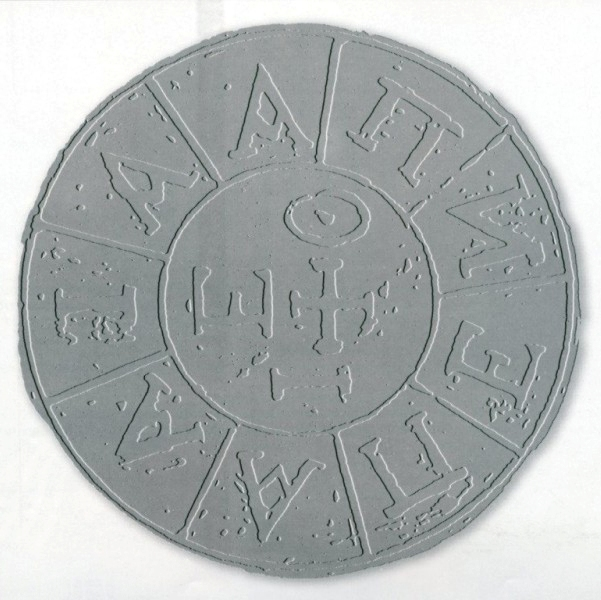
Печать тайной революционной организации Филики Этерия.

В сентябре 1814 года в Одессе была создана тайная греческая революционная организация «Филики Этерия», поставившая своей целью освободить греческие земли от турецкого господства.
Среди первых членов Общества и в одном ряду числятся сразу 5 выходцев из Ватика. В порядке посвящения в Этерию: 24-м Дмитрий Ватикиотис, 25-м его брат Иоанн Ватикиотис, 26-м Димитрис Харамис, 27-м Петрос Харамис, 28-м Иоаннис Харамис. Ватикиоти заверял Афанасия Секериса (посвятившего его в Общество), что с началом военных действий за ним последуют «14 тысяч болгар». Гетеристы, готовя восстание греков, надеялись вызвать одновременные восстания других православных народов Балканского полуострова. Наибольшие надежды гетеристы возлагали на сербов. В силу этого, Георгакис Олимпиос, участвовавший в Первом сербском восстании и женатый на вдове своего сербского (в некоторых болгарских источниках болгарина по матери) побратима, сербского военачальника Велко Петров (Петрович), Стана, продолжил контакты с сербами и после убийства посвящённого в «Общество» военачальника Карагеоргия его противником Обреновичем в 1817 году:Α-268.
Греко-сербское братство по оружию не имело подобного аналога в случае с болгарами, но обещания Ватикиоти гетеристы рассматривали как ещё одну возможность придать своему восстанию бо́льшие масштабы. Перед самой своей смертью, один из трёх основателей «Этерии», Николаос Скуфас, назначил своих «Двенадцать апостолов» в разные греческие земли и диаспору. Задачей двух из них, Олимпиоса (первый в списке) и Ватикиоти (второй в списке) было вызвать восстание в Сербии и Северной Болгарии. Однако Дмитрий Ватикиоти умер в 1819 году (в греческих источниках в возрасте 27 лет), во время своей поездки в Москву. Историки могут только предполагать насколько его обещания соответствовали действительности и насколько его смерть отрицательно сказалась на осуществлении планов гетеристов.
Через год после смерти Ватикиоти военачальник Савва Каминарис, служивший при валашских господарях и в отряде которого, кроме прочих, были и болгары, представил возглавившему «Этерию» Александру Ипсиланти план восстаний в Сербии и Болгарии. План Каминариса о вовлечение болгар не был осуществлён никогда, поскольку гетеристы в первую очередь интересовались выступлением сербов, но которое в конечном итоге также не состоялось. Остаётся фактом, что ни сербы, ни болгары не восстали. Олимпиосу удалось привлечь к восстанию Тудора Владимиреску:Α-374 и его пандуров, но после поражения гетеристов в Дунайских княжествах война стала только греческой. В последних сражениях гетеристов на территории княжеств принял участие брат Дмитрия Ватикиоти, Иоанн, со своими болгарами и, вероятно, гагаузами.

## Сегодня
Отмеченный греческой историографией Освободительной войны, Дмитрий Ватикиоти вызывает сегодня интерес также в Молдавии и среди гагаузов. Христос Козаридис, греческий исследователь гагаузского происхождения, утверждает, что село Димитровка в Гагаузии и Димитрикёй под Адрианополем в Европейской Турции названы так в честь Дмитрия Ватикиоти. Козаридис, в качестве связующего звена между Комратом, Кишинёвом и Ватика, занят сегодня в Лаконии исследованием архивов, генеалогического древа Ватикиоти и надеется найти портрет Дмитрия Ватикиоти.

## Память

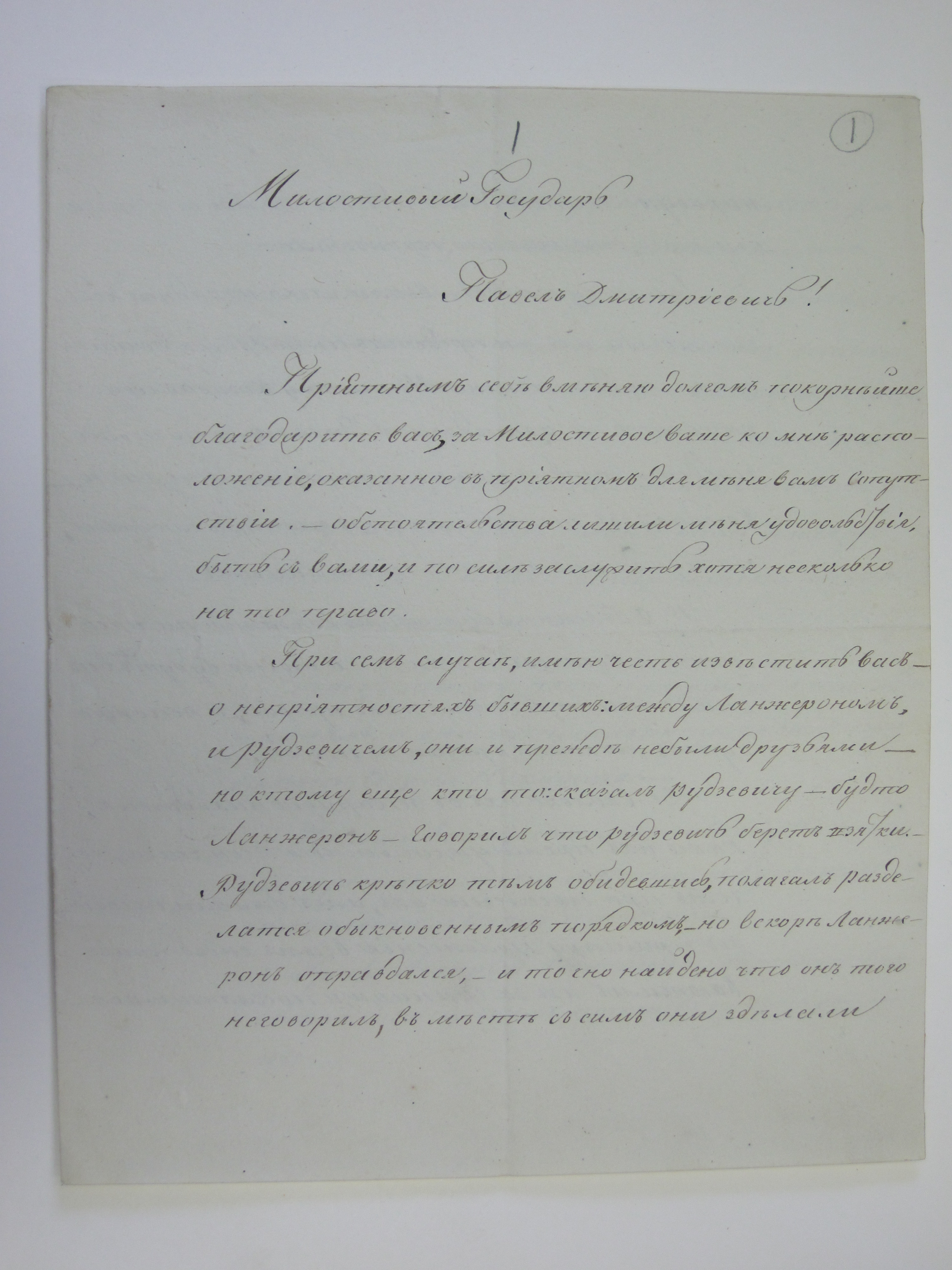

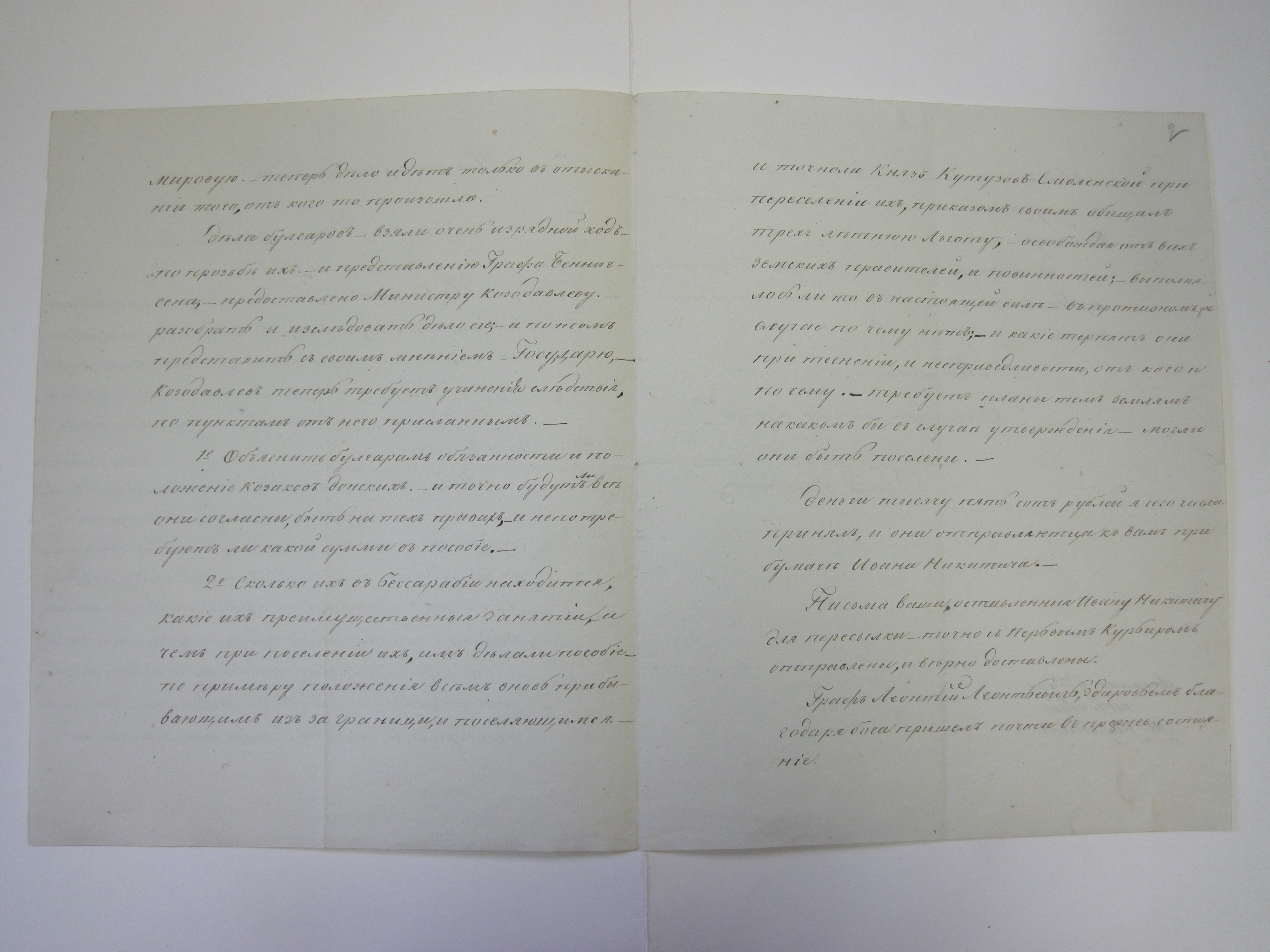

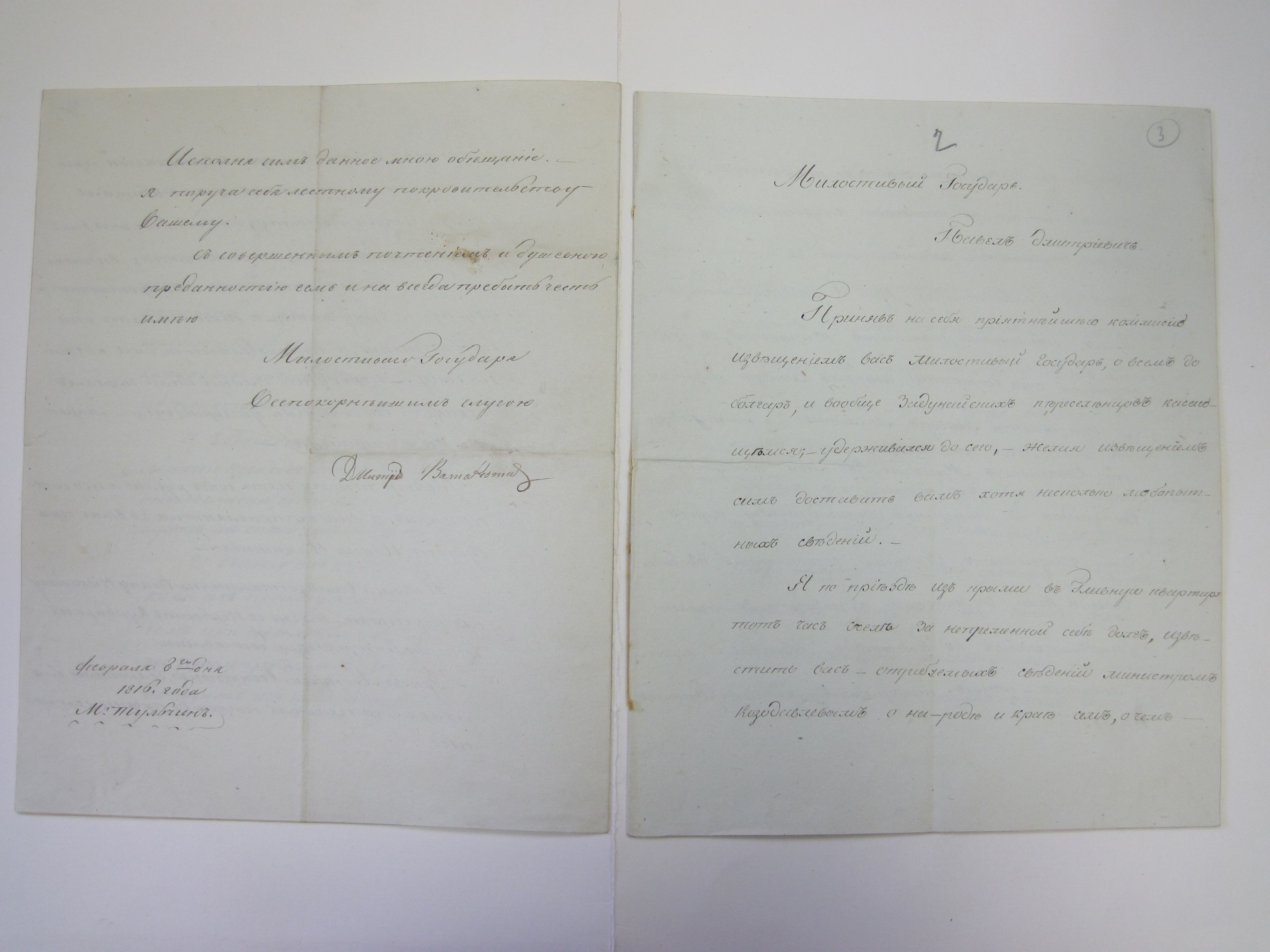

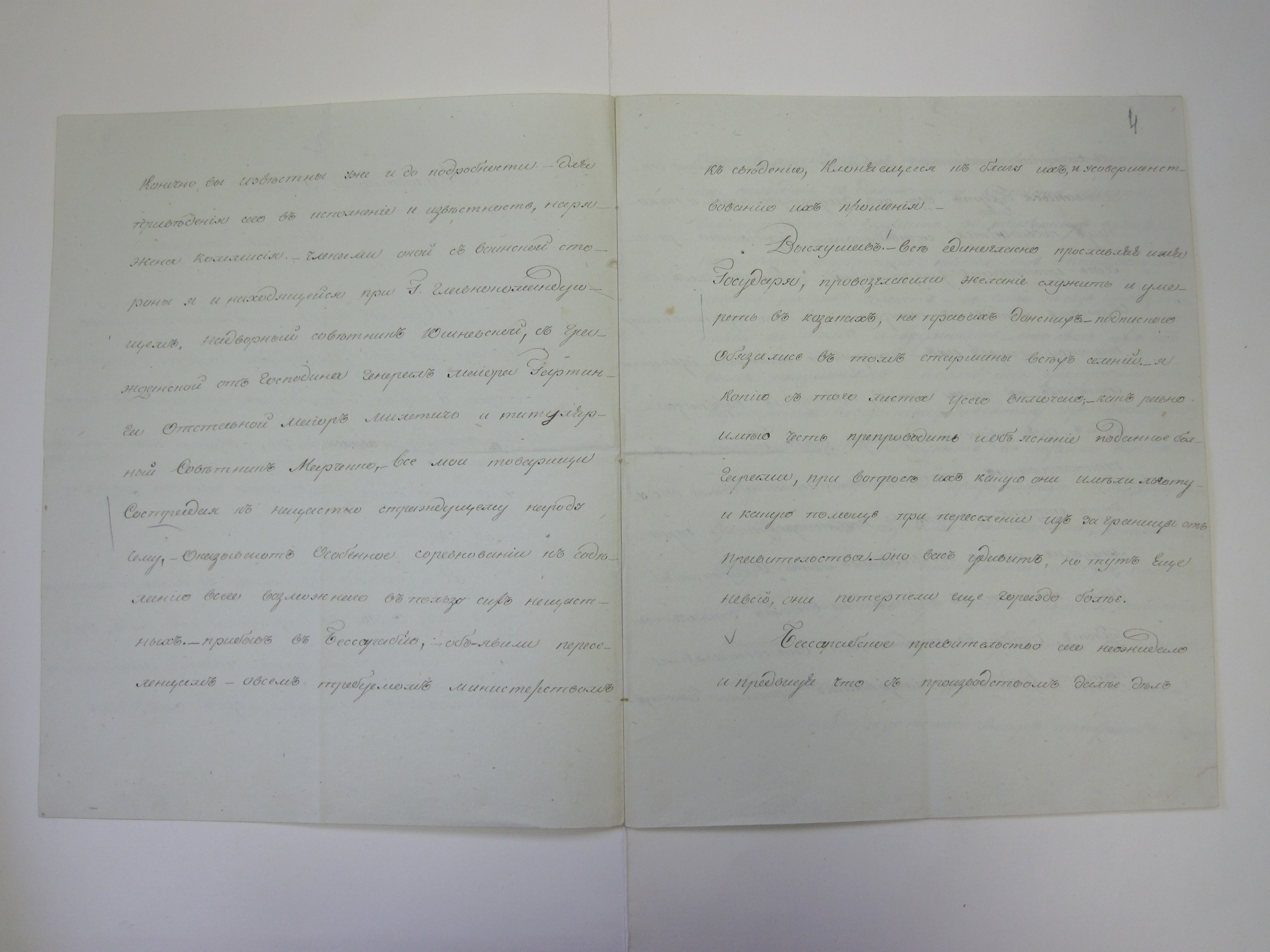

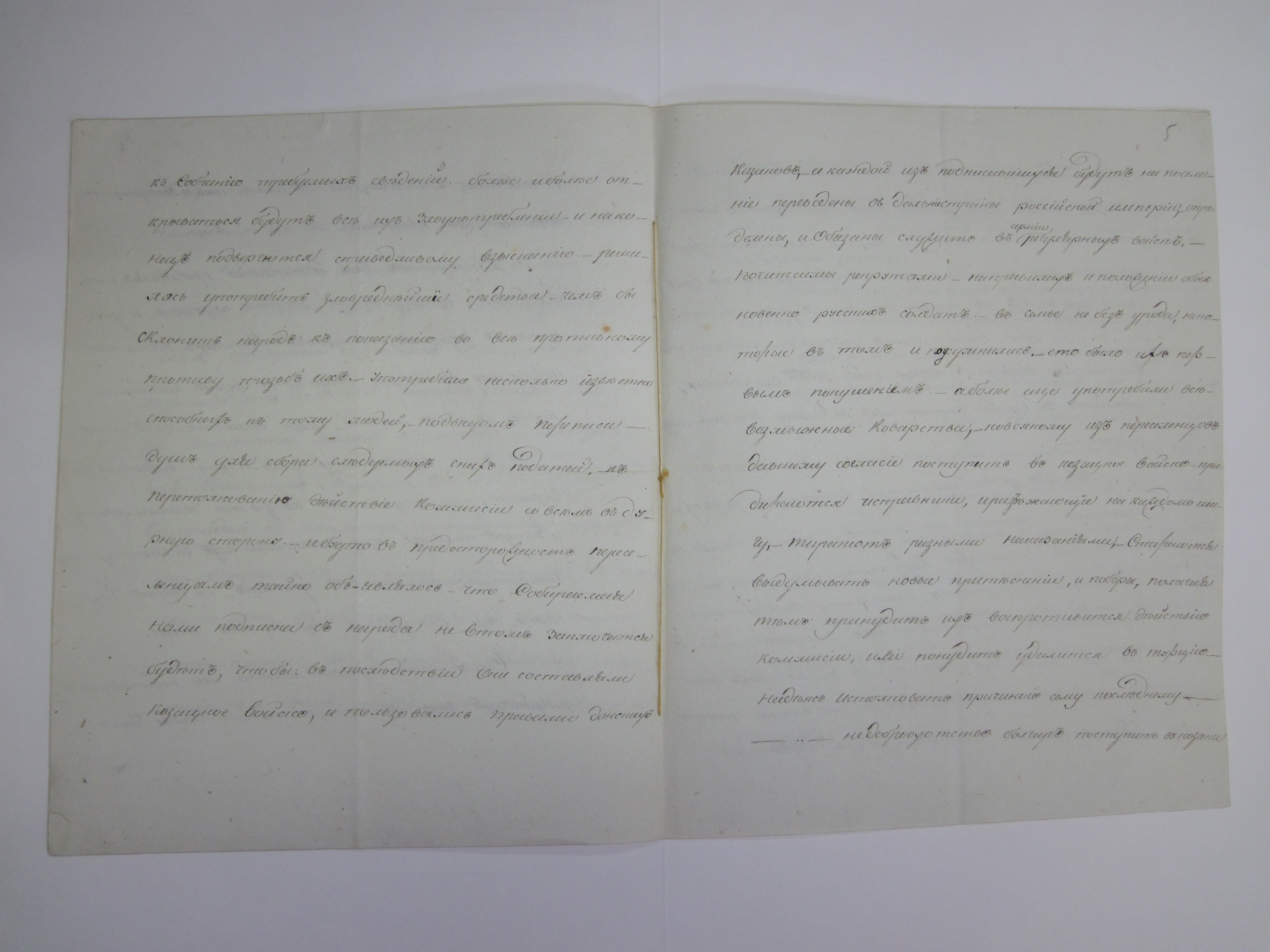

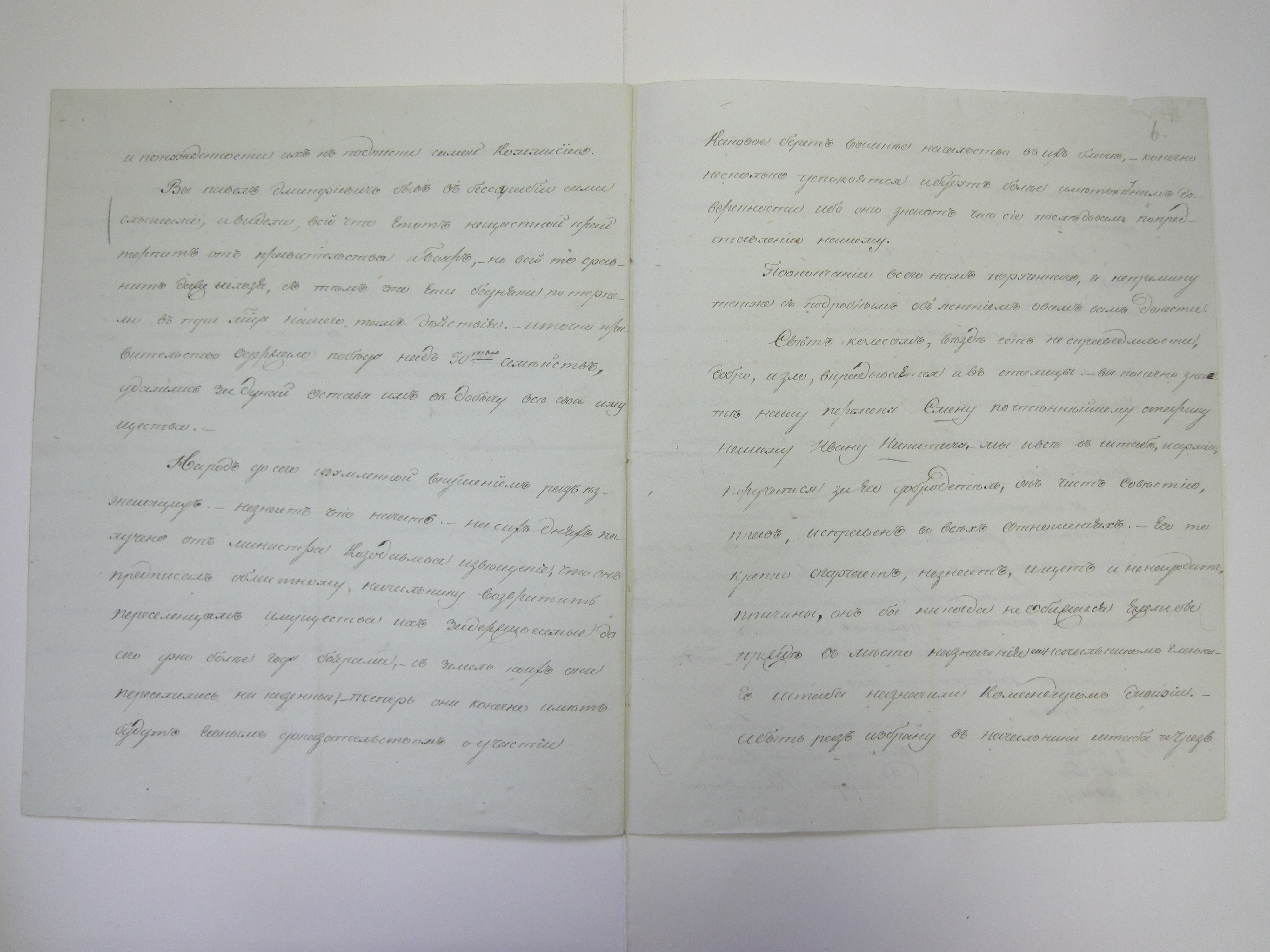

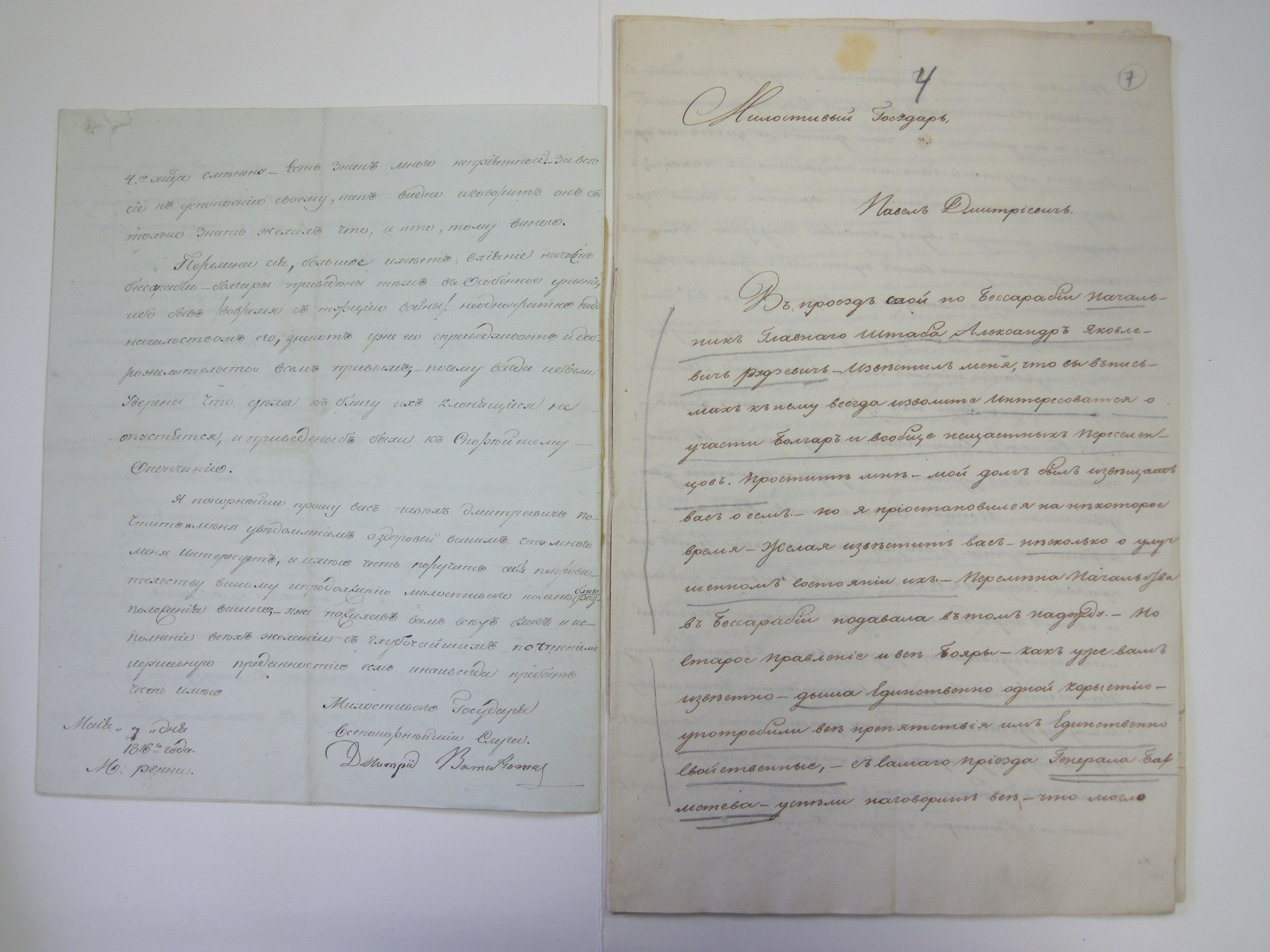

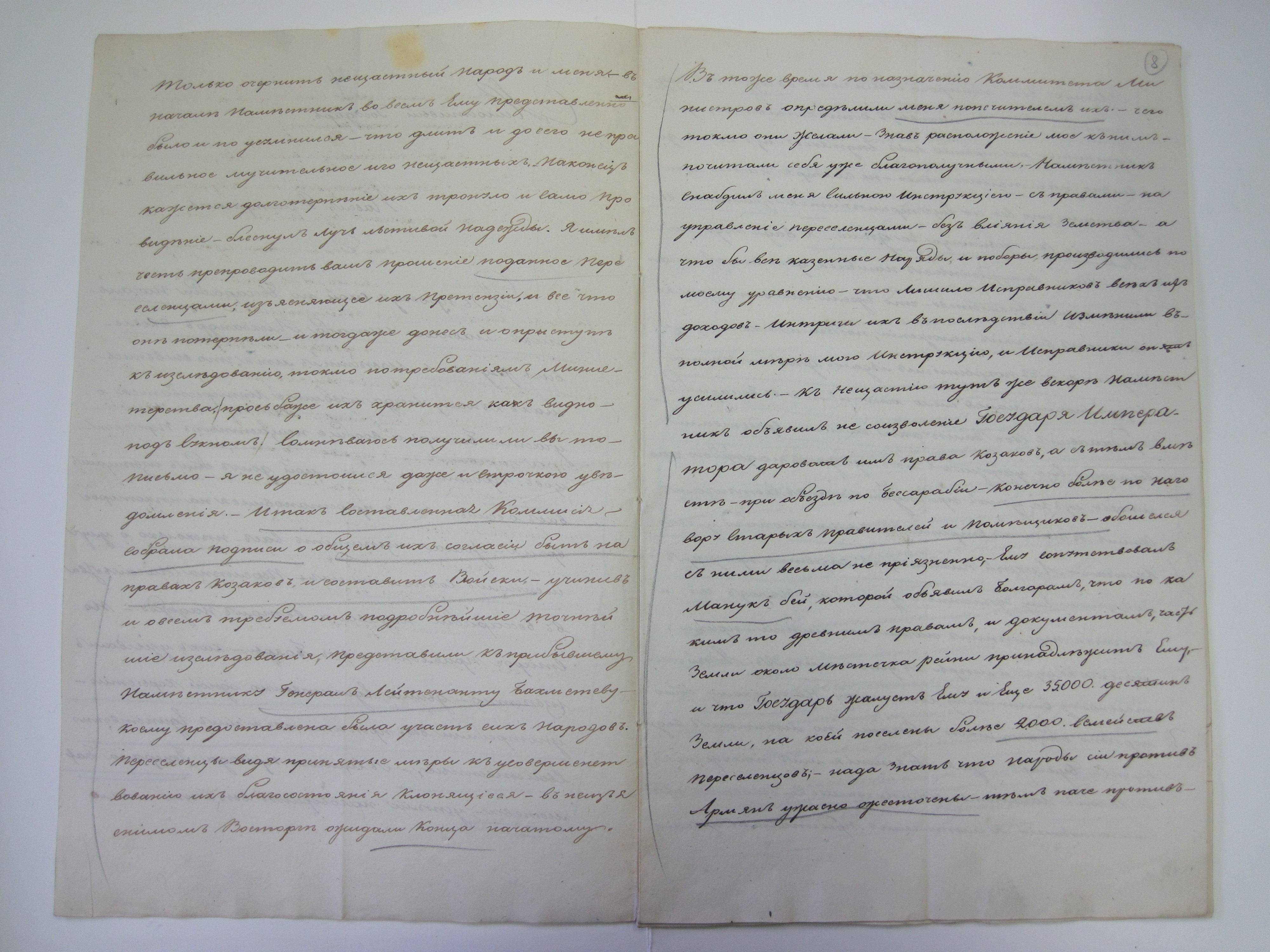

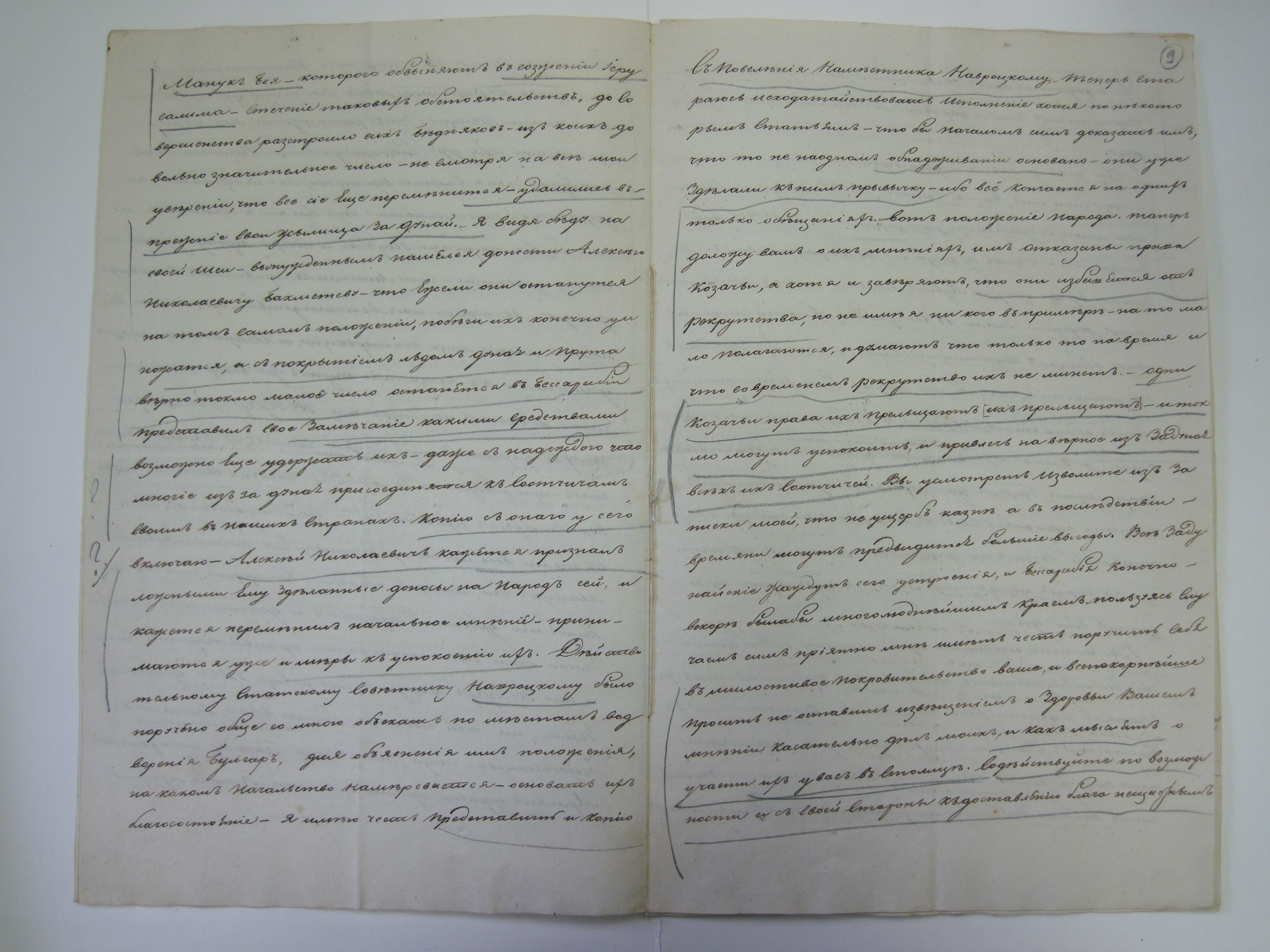

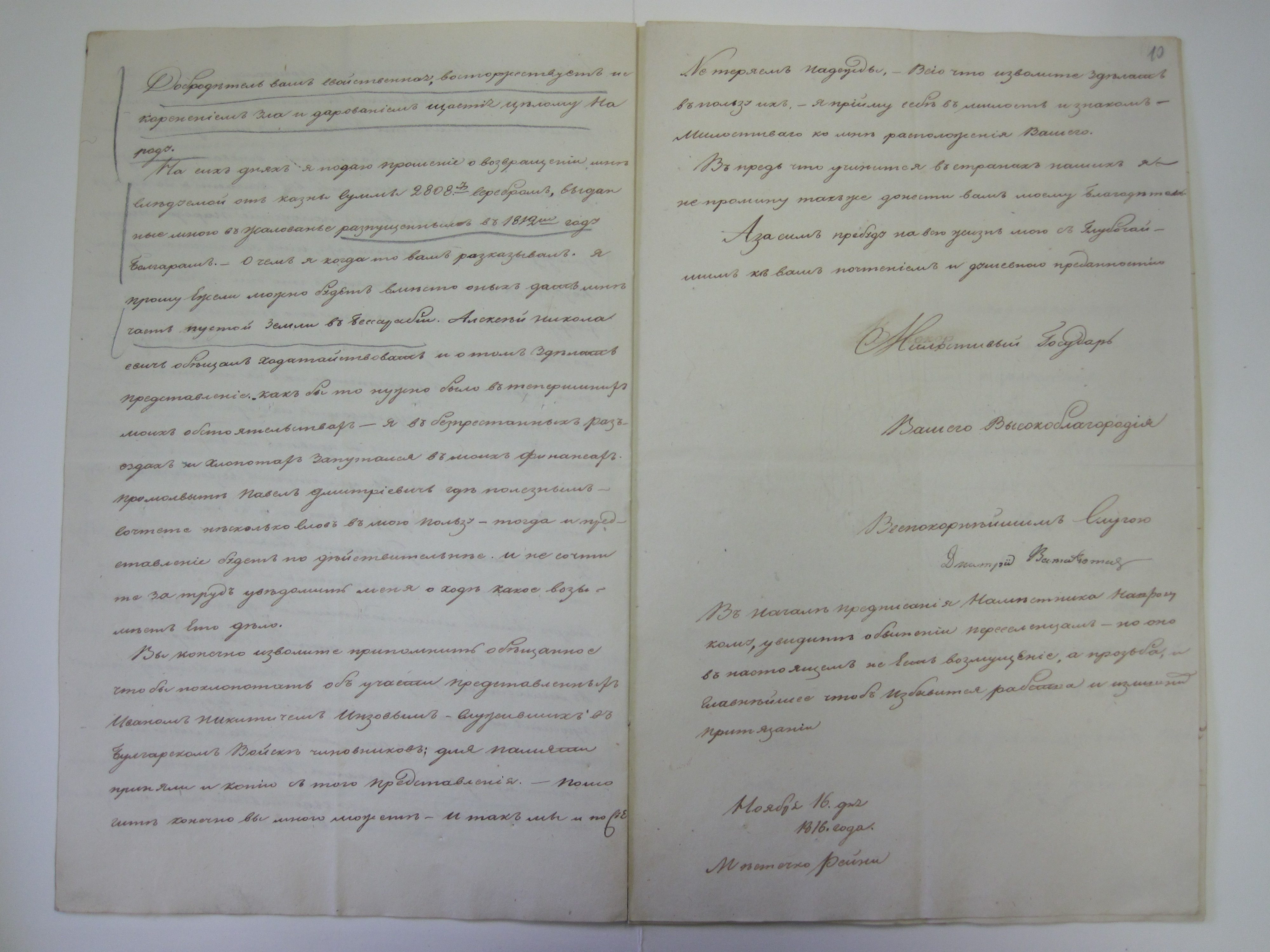

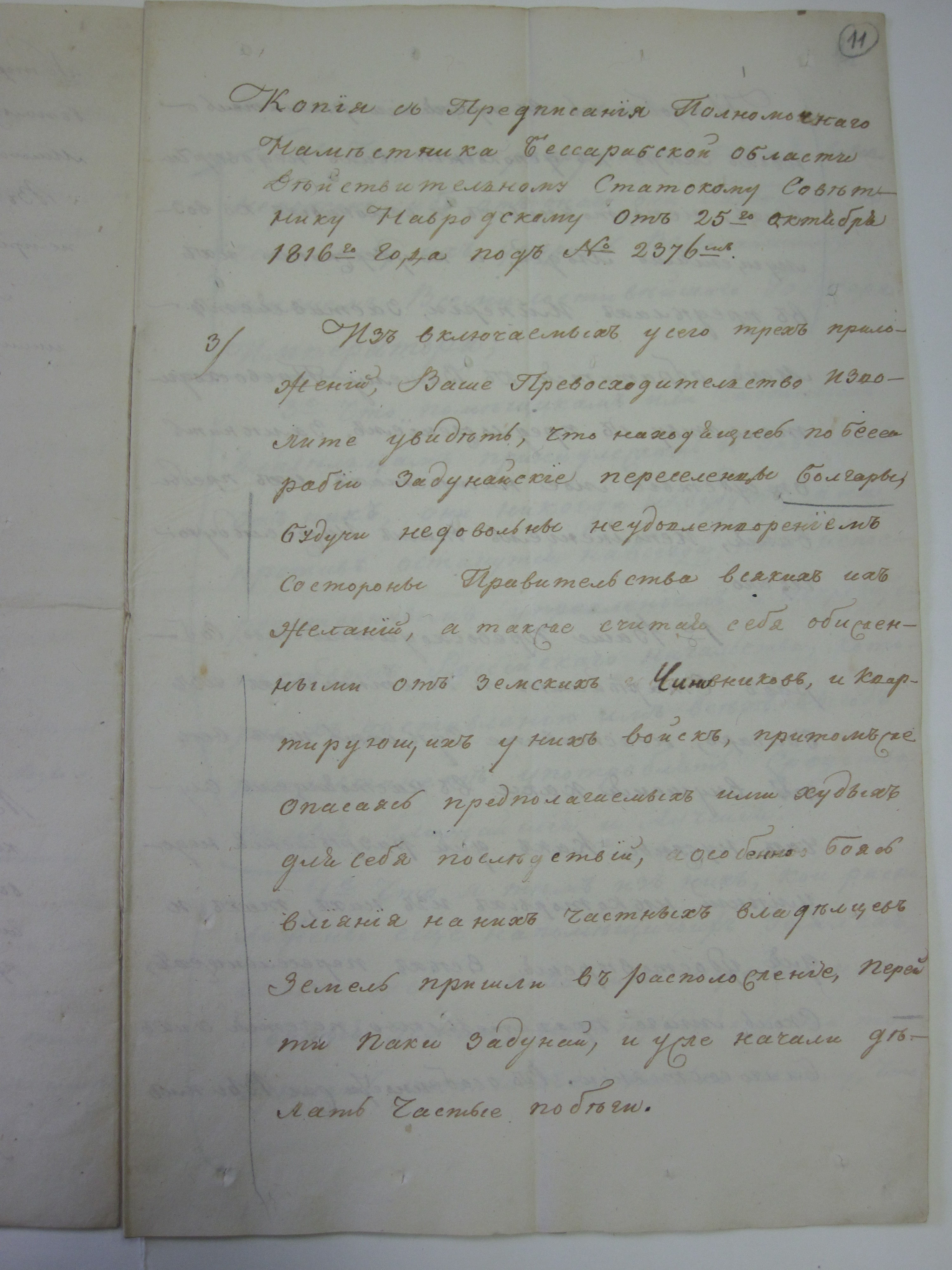

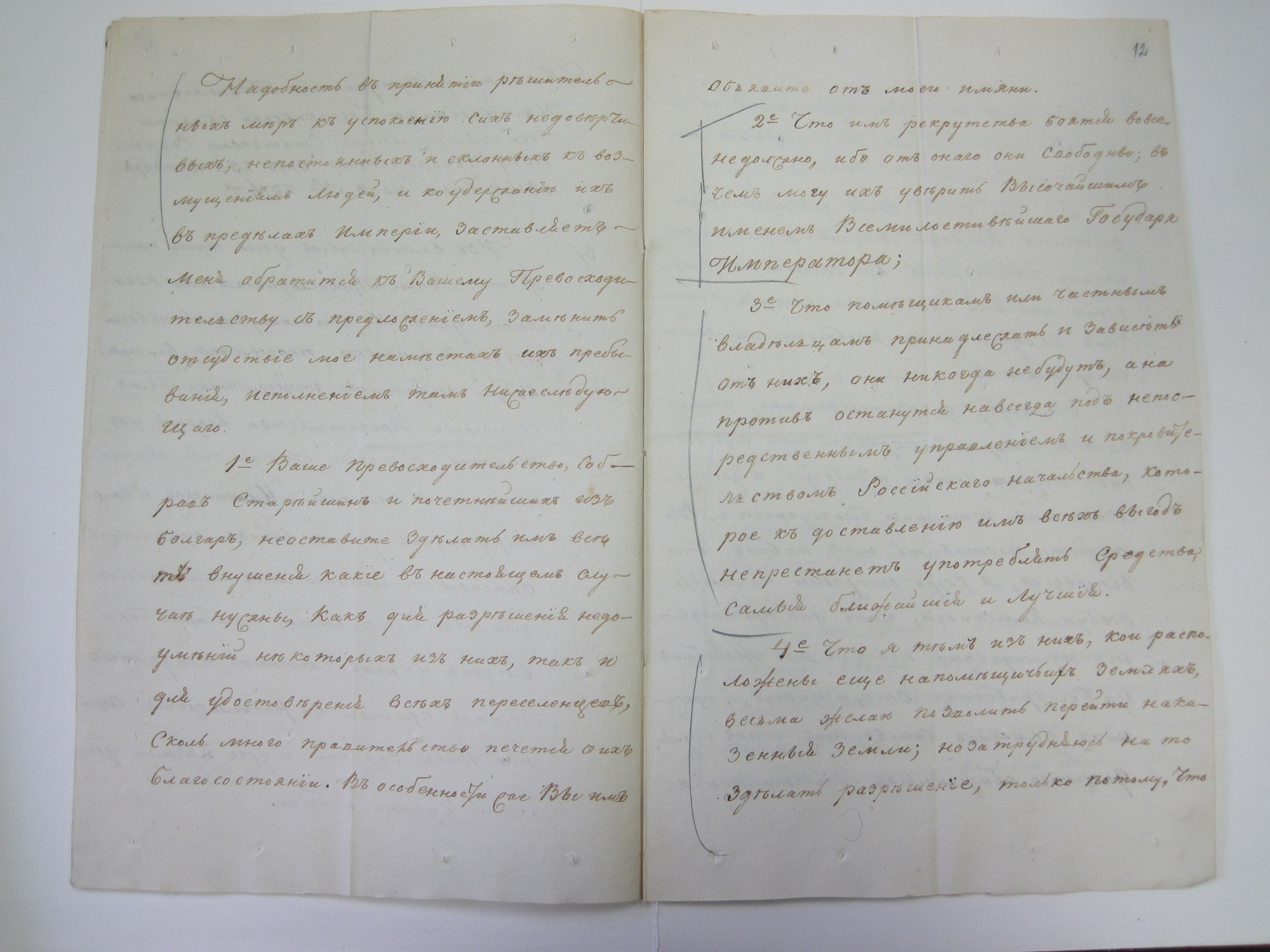

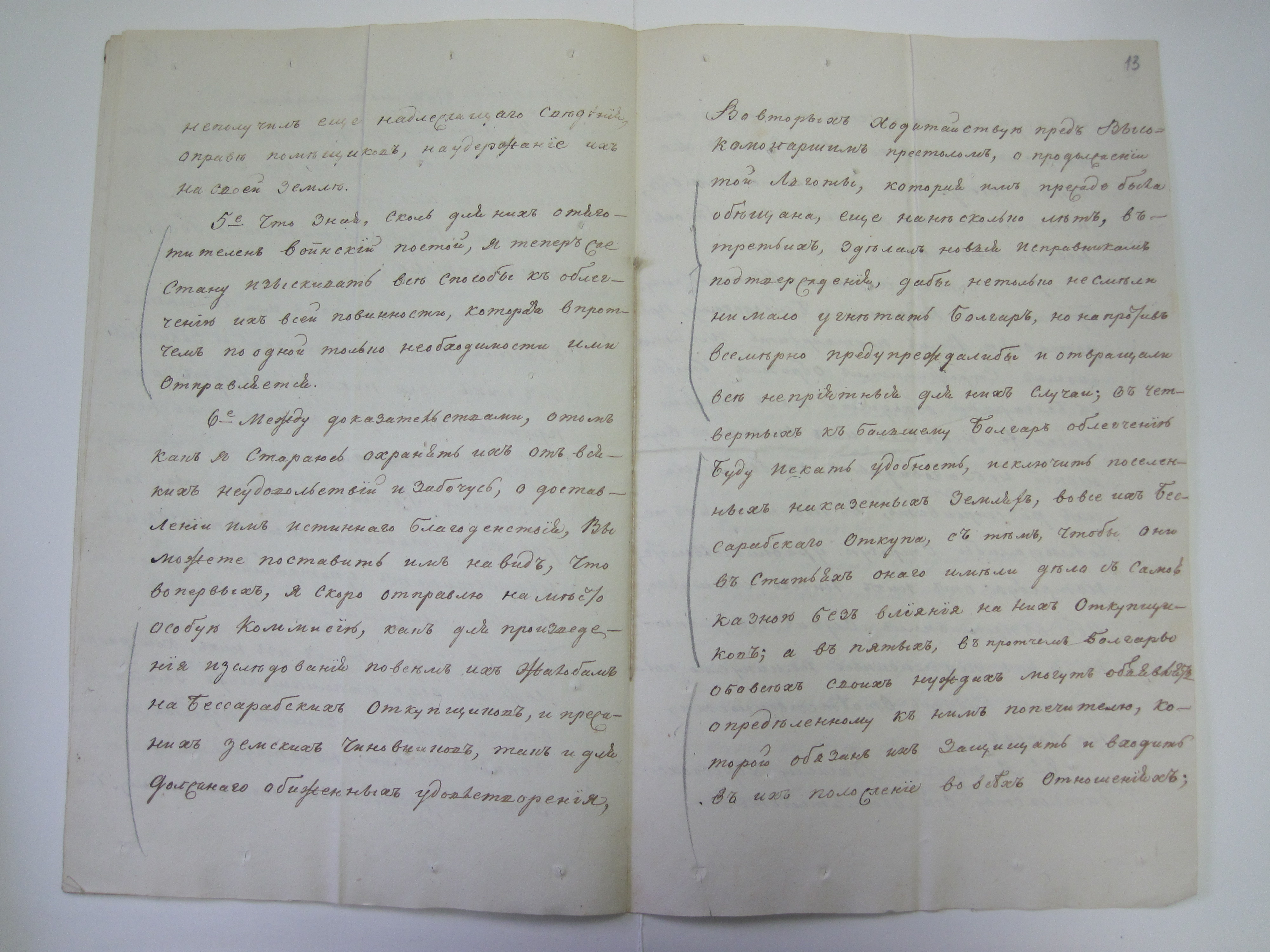

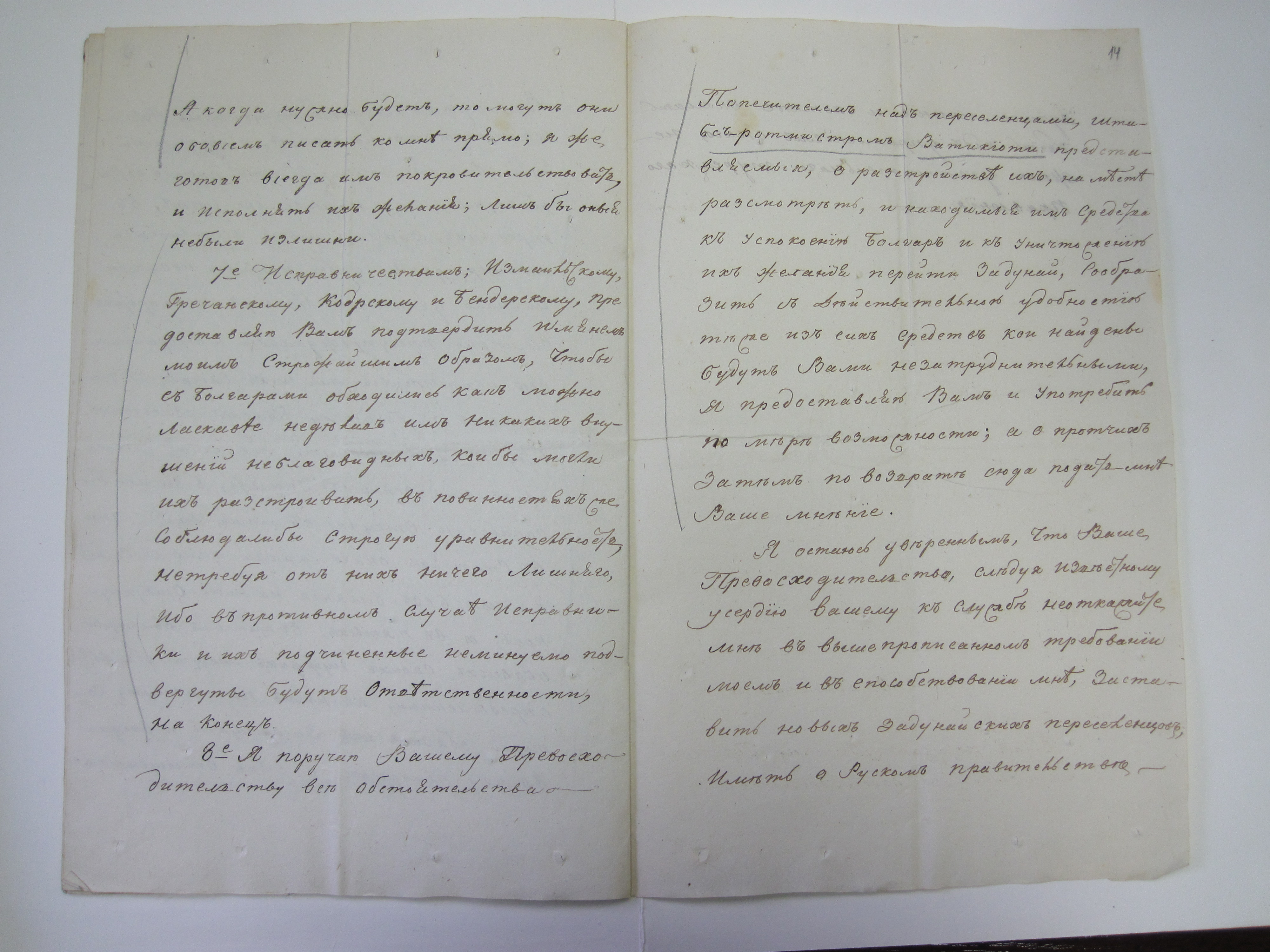

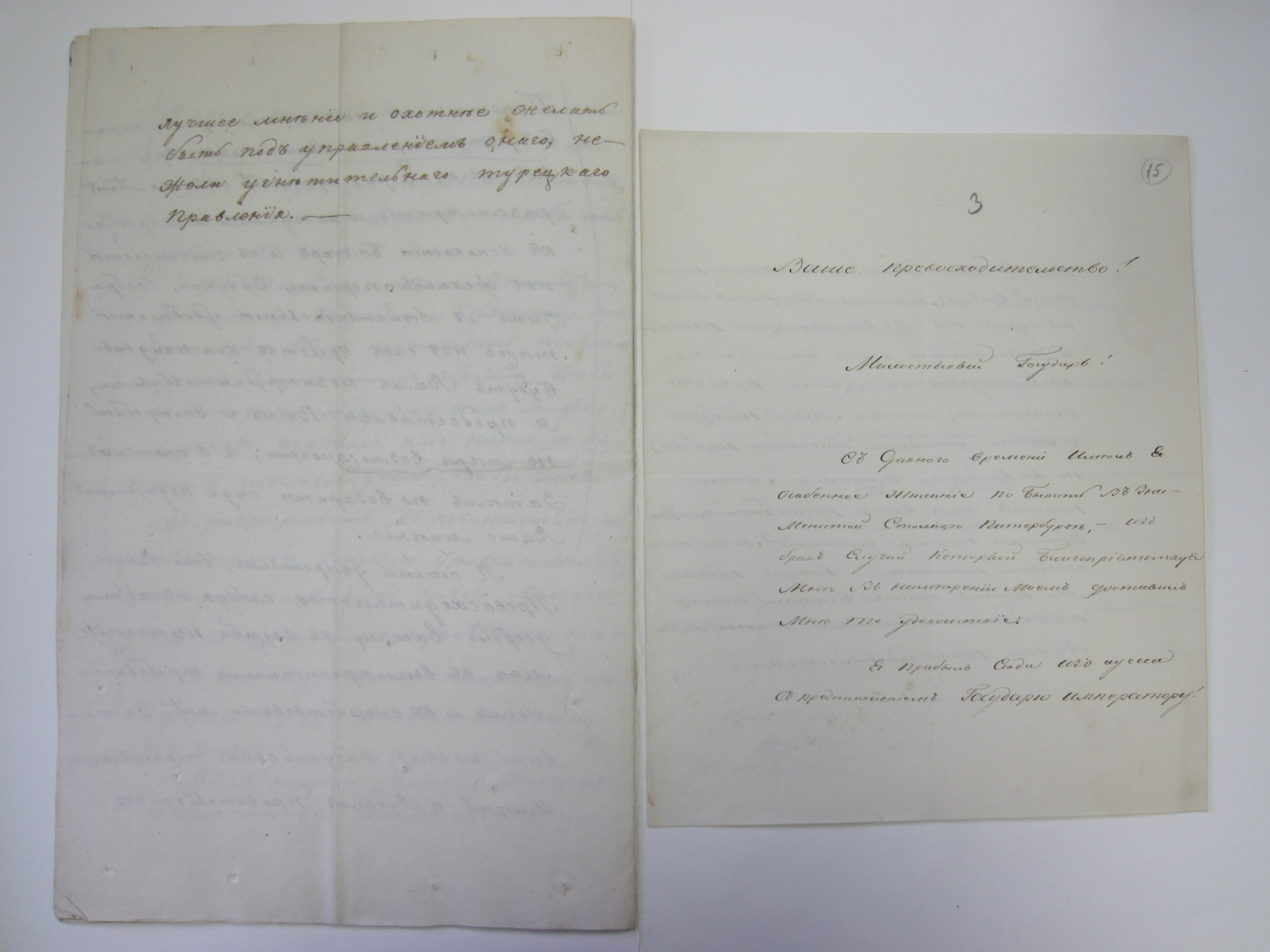

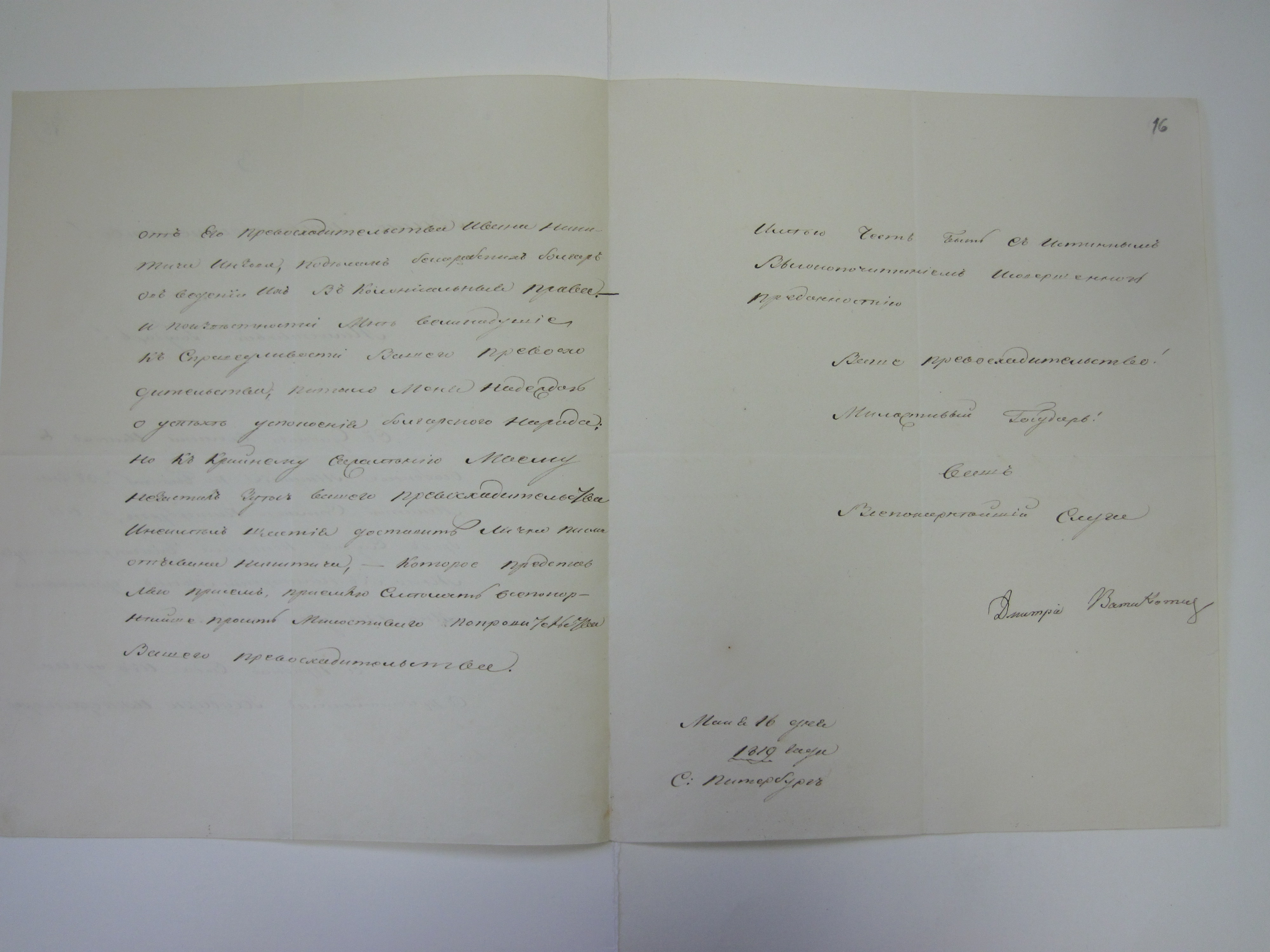

В дни празднования 200-летия основания села Дмитровка, основанного, как полагают историки Дмитрием Ватикиоти, в чего честь был открыт бюст.
В архивах рукописного отдела ИРЛИ (Пушкинский Дом) РАН РФ находятся письма Дмитрия Павловича, представляющие собой ценные артефакты той эпохи и личности Ватикиоти: 

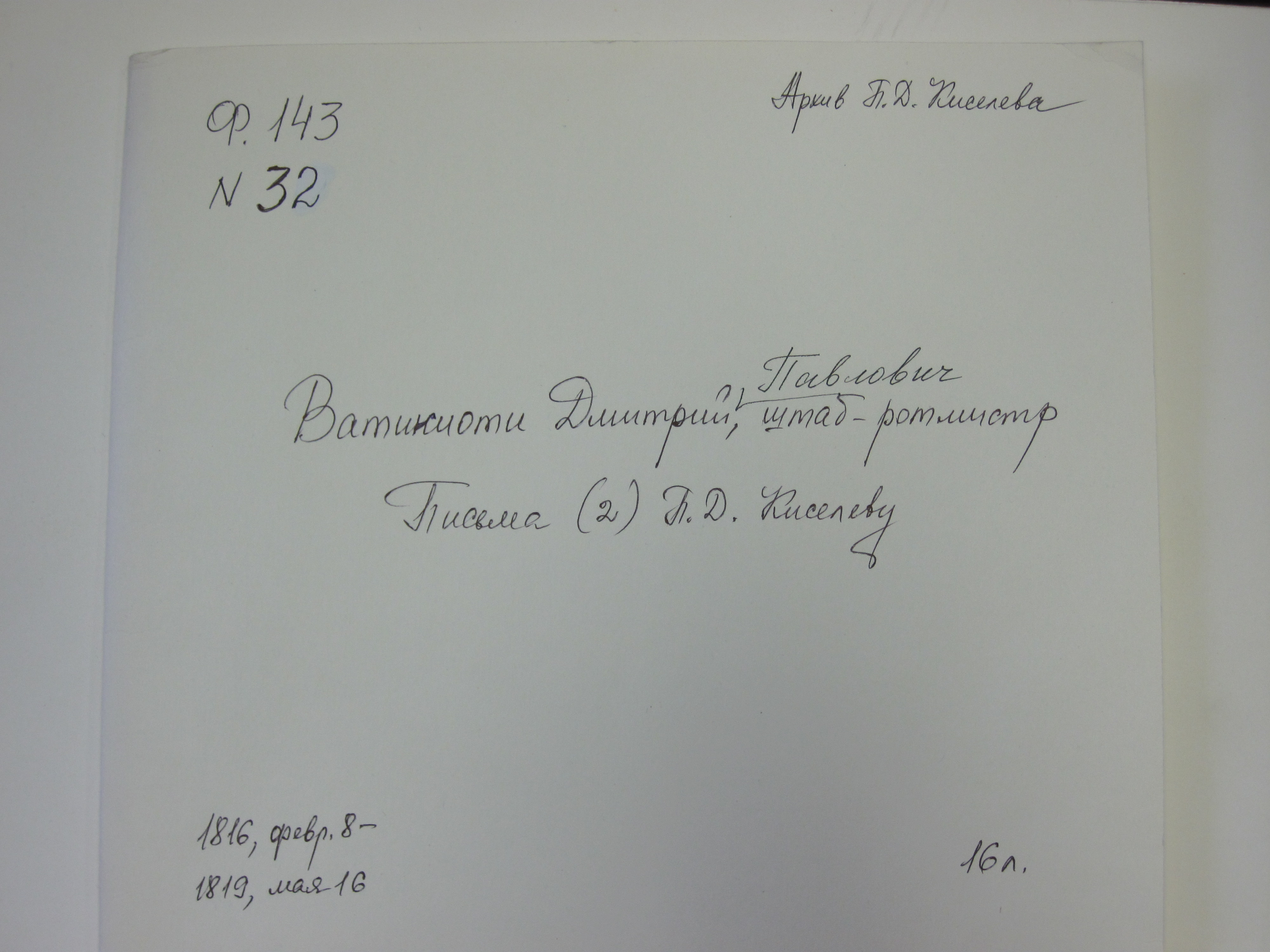